# Campodorus corrugatus
Campodorus corrugatus là một loài tò vò trong họ Ichneumonidae.